# Crossaster multispinus
Crossaster multispinus is een zeester uit de familie Solasteridae.
De wetenschappelijke naam van de soort werd in 1916 gepubliceerd door Hubert Lyman Clark.